# Ruopsisjauratjah
Ruopsisjauratjah är en sjö i Jokkmokks kommun i Lappland och ingår i Luleälvens huvudavrinningsområde. Sjön har en area på 0,107 kvadratkilometer och ligger 564,9 meter över havet.

## Delavrinningsområde
Ruopsisjauratjah ingår i det delavrinningsområde (740732-163036) som SMHI kallar för Mynnar i Karatj. Medelhöjden är 570 meter över havet och ytan är 15,79 kvadratkilometer. Det finns inga avrinningsområden uppströms utan avrinningsområdet är högsta punkten. Skutojåkkå som avvattnar avrinningsområdet har biflödesordning 4, vilket innebär att vattnet flödar genom totalt 4 vattendrag innan det når havet efter 264 kilometer. Avrinningsområdet består mestadels av skog (84 procent) och sankmarker (12 procent). Avrinningsområdet har 0,16 kvadratkilometer vattenytor vilket ger det en sjöprocent på 1 procent.